# 崔景岚

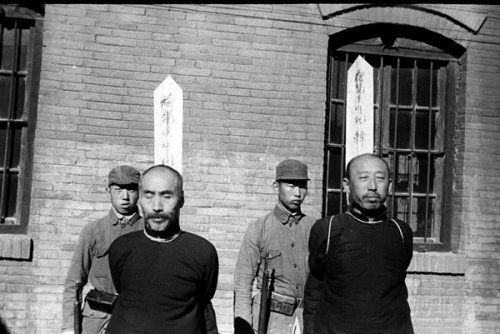
1945年10月，张家口枪毙原蒙疆联合自治政府张家口市市长韩广森（右）、崔景岚（左）。

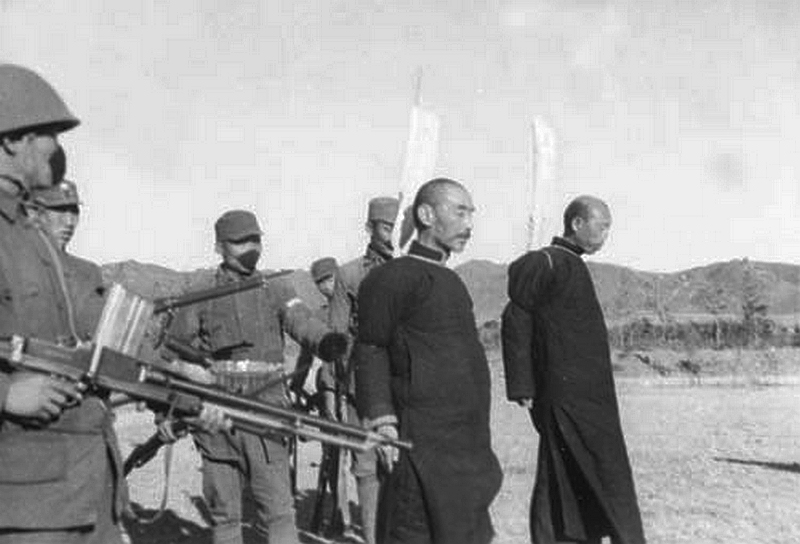
1945年10月，张家口枪毙原蒙疆联合自治政府张家口市市长韩广森（右）、崔景岚（左）。

崔景岚（？—1945年10月8日），字秀峰，奉天朝阳人。中华民国军事将领，蒙疆联合自治政府官员。

## 生平
崔景岚早年当过小学教员。崔兴武接替张连同任旅长后，不久其部队改编为东北陆军骑兵第十七旅。崔兴武淘汰了旅部的张连同时代旧人，崔景岚任该旅军需处长。当时任职的还有，陈宝泉任该旅参谋长，傅景峰任参谋处长，刘继广任副官处长，唐纳绅任军法处长，李树声任驻承德办事处长。该旅辖三十四团（团长李守信）、二十七团（团长孙凤阁）、四十一团（团长孙寿卿）以及若干独立营，其中包括尹宝山的步兵营。
1936年蒙古军总司令部设立后，崔景岚任军需处长。后来他曾任大同财务监督署署长，蒙古自治邦政府经济部次长，张家口市市长。
1945年日本投降后，崔景岚被八路军逮捕。晋察冀边区高等法院判处伪张家口市市长韩广森、崔景岚死刑，1945年10月8日，在张家口的日本人所建的忠灵塔前，韩广森和崔景岚被枪决。